# Rinka
Koordinati: 46° 22’ 11’’ severno, 14° 38’ 39’’ vzhodno
Rinka je slap Savinje, oziroma njenega izvirnega potoka v zatrepu Logarske doline.
Rinka je med najlepšimi in najbolj obiskanimi slapovi v Sloveniji. Je najvišji slap izmed dvajsetih (stalnih in občasnih) v Logarski dolini. Obiskan je v vseh letnih časih: poleti je priljubljen med turisti, pozimi je priljubljena točka za  alpiniste - plezalce po ledenih slapovih. Najbolj znani del slapa je spodnja, 90 m visoka stopnja. Nad slapom sta še dve manjši stopnji, ki si jih lahko ogledamo na poti proti Okrešlju.
Dostop do slapa je iz Solčave skozi Logarsko dolino. Dostop je možen z vozili, sledi 15 minut sprehoda do slapa.

## Podatki
- Skupna višina: 105 metrov
- Najvišja posamezna stopnja: 90 metrov
- Stopenj: 3
- Tip slapa: prosto padajoči, enopramenski slap
- Vodotok: Savinja (izvirni potok Savinje)
- Povprečna širina: /
- Vodni pretok: / pozimi zaledeni
- Največji zabeleženi pretok: ni podatka
- Najmočnejši pretok: pomladi, jeseni
- Ime slapa: Rinka
- Lega: Logarska dolina (GPS WGS 84): 46°22'11" severno, 14°38'39" vzhodno
- Nadmorska višina: dno ~ 1120 m
- Vodnatost: stalna